# Open 13 Provence 2025
Open 13 Provence 2025 a fost un turneu de tenis masculin care s-a jucat pe terenuri cu suprafață dură, acoperite. A fost cea de-a 33-a ediție a evenimentului și a făcut parte din seria ATP 250 din Circuitul ATP 2025. A avut loc la Palais des Sports de Marseille din Marseille, Franța, în perioada 10–16 februarie 2025.

## Campioni

### Simplu
Pentru mai multe informații consultați Open 13 Provence 2025 – Simplu

### Dublu
Pentru mai multe informații consultați Open 13 Provence 2025 – Dublu

## Puncte și premii în bani

### Distribuția punctelor
| Probă  | C   | F   | SF  | QF | R16 | R32 | Q   | Q2  | Q1  |
| Simplu | 250 | 165 | 100 | 50 | 25  | 0   | 12  | 7   | 0   |
| Dublu  | 250 | 150 | 90  | 45 | N/A | 0   | N/A | N/A | N/A |

### Premii în bani
| Probă  | C         | F        | SF       | QF       | R16      | R28     | Q2      | Q1      |
| Simplu | 112.660 € | 65.730 € | 38.640 € | 22.385 € | 13.000 € | 7.945 € | 3.975 € | 2.165 € |
| Dublu* | 39.190 €  | 21.050 € | 12.320 € | 6.830 €  | 4.030 €  | N/A     | N/A     | N/A     |

*per echipă